# ديسقوريا إجاصية الأوراق
ديسقوريا إجاصية الأوراق (الاسم العلمي:Dioscorea pyrifolia) هي نوع من النباتات تتبع جنس الديسقوريا من الفصيلة الديسقورية.